# Odontia secernibilis
Odontia secernibilis är en svampart som beskrevs av Berk. 1859. Odontia secernibilis ingår i släktet Odontia och familjen Meruliaceae.   Inga underarter finns listade i Catalogue of Life.